# 純恋歌
「純恋歌」（じゅんれんか）は、2006年3月8日にリリースされた湘南乃風の5枚目のシングル。発売元はトイズファクトリー。

## 概要
- 前作から7ヶ月振りとなるシングル。ラブソングとなっている[1][2]。
- ストレートな愛情を歌った内容が受け、自身最高の初登場2位を獲得したほか、ランクイン回数は69週とロングヒットを続け[3]、累計売上枚数は60万枚に到達[4]。
- 特に歌詞の中で登場している「おいしいパスタ作ったお前」のフレーズが、恋人・カップル同士の間で「パスタ料理を作ることで、願いが叶う」など当時の若い世代から大きな注目を浴び、反響を受けていた[要出典]。なお、この歌詞は、若旦那自身がジャマイカに長期修行した際の一場面をもとにしたもので、作ってもらったのはレトルトのたらこパスタであったと明らかにしている[5]。
- 純恋歌のPVにはモデルのMieと女優の市毛良枝が出演している。監督は平野康祐。
- PVに出演したモデルのMieとプロサーファーの田嶋鉄兵はその後2008年に結婚している。
- オリコンカラオケチャートで2006年6月5日付 - 11月20日付まで25週連続1位を記録。また、ラジオのリクエストでも人気があり、TOKYO FM系全国ネットの「COUNTDOWN JAPAN」や文化放送の「FRIDAY SUPER COUNTDOWN 50」では2006年度年間チャート第1位を獲得した。

## 収録内容
| 全作詞・作曲: 湘南乃風。 |                                |           |            |                          |      |
| #                        | タイトル                       | 作詞      | 作曲・編曲 | 編曲                     | 時間 |
| 1.                       | 「純恋歌」                     | 湘南乃風  | 湘南乃風   | 湘南乃風 & Soundbreakers | 7:11 |
| 2.                       | 「武乱入」                     | 湘南乃風  | 湘南乃風   | 湘南乃風                 | 1:25 |
| 3.                       | 「JUMP AROUND」                | 湘南乃風  | 湘南乃風   | 湘南乃風                 | 5:02 |
| 4.                       | 「純恋歌 (Instrumental)」      | 湘南乃風  | 湘南乃風   |                          | 7:11 |
| 5.                       | 「JUMP AROUND (Instrumental)」 | 湘南乃風  | 湘南乃風   |                          | 5:08 |
| 合計時間:                | 合計時間:                      | 合計時間: | 25:57      |                          |      |

## カバー
- 那須大亮×HAN-KUN×Non Stop Rabbit - 那須大亮のYouTubeチャンネルにて投稿されており、アレンジはNon Stop Rabbitが担当している[6]。